# Projektek hátterének, megvalósíthatóságának elemzése
Egy projekt hátterét és megvalósíthatóságát azért fontos vizsgálni, mert a kockázatelemzés és a döntéshozatal után egy projekt sikeressége leginkább a végrehajtáson múlik. A döntéshozóknak számba kell venni, hogy milyen tényezők formálják a projekt megvalósításának kereteit, és emellett olyan hátteret kell teremteni, amely segíti és megalapozza a projekt végrehajtását.

## A vállalati szervezet
Ha a projektek hátterét és megvalósíthatóságát elemezzük, feltétlen ki kell térnünk a vállalati szervezetre, ugyanis az döntő mértékben tudja befolyásolni egy projekt sikerességét és végrehajtását. A vállalati szervezet egy kétélű fegyver. Egyrészről a projekt elvégzésének kikerülhetetlen eszköze, egy híd a terv és a végrehajtás között tátongó szakadék felett, másfelől viszont a végrehajtást gátló tényező is lehet, mely képtelen a változásokra. Ha egy projekt megvalósíthatóságát és hátterét vizsgáljuk, a vállalati szervezet szempontjából 3 problémakört érdemes tanulmányozni: a szervezeti formát alakító tényezőket, az informális és formális szervezet együttélését, valamint a vállalat szervezeti formáját.

### Szervezeti formák
Ha egy projektet meg akarunk valósítani, az első dolognak kell lennie, hogy a szervezeti felépítést a stratégiánkhoz mérten dolgozzuk ki. De mi is ez a szervezeti felépítés? „A szervezeti felépítés azoknak az elveknek, előírásoknak és útmutatásoknak az összessége, amelyek meghatározzák az egyének és csoportok szervezeten belüli feladatait és kapcsolatait, munkamegosztási és hatalmi viszonyait, valamint biztosítják a feladatok megosztását és összehangolását.”
A stratégiai menedzsment 4 szervezeti alaptípust (funkcionális, divizionális, mátrix- és holding-szervezet) különböztet meg, de ugyanakkor fontos megjegyezni, hogy ezek a valóságban nem léteznek tiszta formában. A legtöbb szervezeti alaptípus ugyanis a fentebb említett 4 struktúra valamifajta elegye.
|                        | Előnyös vonások | Hátrányos vonások |
| ---------------------- | --- | --- |
| Funkcionális szervezet | - speciális ismeretek halmozódnak fel - világos a karrierút a szervezeten belül - az erőforrásokat hatékonyan használják fel - könnyű a koordináció a funkción belül - a felelősségeket világosan meghatározzák                                       | - lassú a válasz a változásokra - a komplex döntések „felcsúsznak” - hiányzik a világos szervezeti kép - a stratégiai kérdések háttérbe szorulnak - a funkciók közötti koordináció nehéz |
| Divizionális szervezet | - a környezeti kihívásokra gyorsabb választ ad - egyszerűbb a koordináció a funkciók között - erős a fogyasztói és piacorientáció - a teljesítménymérés a szervezet egészéhez igazodik - a stratégiaközpontúság erős - segíti a vezetők kiemelkedését | - az egyes divíziókon belül megkettőződnek a funkciók, ezért nagyok a költségek - nem alakul ki a specializált ismeret - felerősödik a divíziók közötti versengés - az információ és a tapasztalat nehezen terjed a divíziók között - összezavarodhat a felelősség a divíziók és a szervezet egésze között |
| Mátrix-szervezet       | - a döntéshozás decentralizálódik - erős a projekt-termék központúság - gyors választ ad a környezeti változásokra - az emberi erőforrásokat igen rugalmasan használják a szervezeten belül - hatékonyan használják a kisegítő rendszereket is        | - magas az adminisztrációs költség - állandó az összeütközés a felelősség és a hierarchia között - felerősödnek a szervezeti konfliktusok - túlhangsúlyozódik a csoportos döntés szerepe - szervezeti zűrzavar keletkezik                                                                                  |
| Holding-szervezet      | - alacsonyak a központi költségek - kiegyenlítődnek az egyedi üzletek veszteségei - viszonylag olcsó a finanszírozás az egyedi üzletek számára - a kockázat megoszlik az egyes üzletek között                                                         | - az egyéni befektető számára kockázatot jelent, ha a holding kivonul az üzletből - többnyire hiányoznak az egyedi üzletek - gyakori, hogy a szándékokkal ellentétben hiányoznak a szinergikus hatások - nehezen valósítható meg a központi ellenőrzés                                                     |

Az eltérő szervezeti formák előnyei és hátrányai
A funkcionális, a divizionális és a mátrix-szervezet a vállalaton belüli hierarchiát írja le. Ezzel szemben „a holding valójában egy tulajdonosi szervezet, amely a befektető tulajdonosi kapcsolatait és ebből fakadó stratégiai érdekeltségeit testesíti meg.” A holdingon belül kettéoszlik a stratégiai és az operatív irányítás. Itt a tulajdonos csak a stratégiai kérdésekben dönt és az operatív kérdések ügyét átengedi az általa kiválasztott vezetőknek.

### A szervezeti formákat alakító tényezők
A vállalati struktúra kialakításakor alaposan meg kell vizsgálni a vezetőknek, hogy milyen tényezők lehetnek hatással a vállalat működésére. Rugalmasabb, decentralizáltabb felépítés javasolt, ha például a külső körülmények gyakran változnak (bizonytalanság), ha a növekedésközpontú a stratégia vagy ha az adott vállalat kis sorozatú, egyedi fogyasztói igényeket kielégítő termékeket gyárt. Merevebb, centralizáltabb, bürokratikusabb szervezeti formát akkor érdemes választani, ha a külső tényezők stabilak, ha a stratégia védekező jellegű, valamint ha tömeggyártásban gondolkodnak a vezetők. Ahogy a vállalat növekedni kezd a szervezeti felépítése is úgy válik egyre nehezebben változtathatóbbá és bürokratikusabbá (egyértelműen meghatározott pozíciók), ez a modell azoknak a munkavállalóknak kedvező, akik a rutinszerű munkavégzést kedvelik. Ezzel szemben az autonómiát és változékonyságot kedvelők a rugalmas struktúrát részesítik előnyben.
Azt a tételt, hogy a vállalat vezetése nem maga dönti el a szervezeti struktúrát, hanem annak a külső és belső tényezőkhöz kell idomulnia, a kontingenciaelmélet mondta ki. Ebből fakadóan logikusan következik, hogy a vezetésnek nem a regnáló trendeket kell másolnia, hanem az egyedi tényezőket érdemes szem előtt tartani a szervezeti forma kialakításakor.

### Az informális és formális szervezet együttélése
Egy adott vállalatnál a munkavállalók reakciói a különböző szituációkra nem történhetnek mindig racionális viselkedés alapján. A dolgozók viselkedését többnyire irracionális és rejtett tényezők határozzák meg. Egy jó vezetésnek ezért érdemes nem csak a hivatalos dokumentumokban meghatározott irányelvekre ügyelni, hanem az ún. informális csatornák (összefoglalóan: ”folyosói pletykák”) által hordozott információkra is figyelmet kell fordítani.
A vállalaton belül az emberek viselkedését tehát a formális (hivatalos) és az informális (nem hivatalos) szervezet szimbiózisa határozza meg. A formális szervezet látható, tudatosan kialakított és nyilvánosan hirdetett (pl.: elvárt teljesítménnyel, alá- és fölérendeltségi viszonnyal kapcsolatban), míg az informális rejtett, érzelmeken alapuló. Az informális szervezet az emberi kapcsolatok bonyolult viszonyrendszeréből alakult ki és bár nem tudatosan, de általában komolyabban szabályozza az emberek magatartását, mint a hivatalos struktúra. Ez annak ellenére van így, hogy egy vállalat vezetése az általa a hivatalos kommunikációban megfogalmazottakat várná el a munkavállalók viselkedésével kapcsolatban.

## Vállalati kultúra
Az 1980-as évektől kezdődően a stratégiai menedzsmentben egyre dominánsabb lett az a nézet, miszerint a vállalatok egyfajta sajátos kultúrával rendelkeznek, melyek nagy mértékben befolyásolják a vállalatok (és ezáltal a projektek) sikerességét. Ez az ún. vállalati kultúra, mely beleégett a dolgozók viselkedésébe, gesztusaiba, tevékenységébe. A korábbiakban már említett informális szervezetet nagyrészt a vállalati kultúra tulajdonságai jellemzik, s bár gyakran nem láthatóak, nem tudatosak, mégis hatásuk van a dolgozók tevékenységére (végső soron a projekt megvalósítására). A projektek megvalósíthatóságának és hátterének elemzésével összefüggésben 3 kérdés merül fel a szervezeti kultúra kapcsán:
- iránya (mennyire támogatja az adott kultúra a projekt megvalósítását)
- erőssége (milyen mértékű az elfogadottsága a munkavállalók közt)
- átható volta (mennyire terjedt el ismerete a dolgozók között)

A vállalati kultúrát sokféle aspektusból lehet vizsgálni, a továbbiakban ezeket az irányzatokat mutatjuk be.
A Charles Handy nevéhez fűződő irányzat a belső jellegzetességeket és a külső tényezőket figyelembe véve igyekszik a kialakult kultúra jellegére visszakövetkeztetni. Itt a formalizáltság és a centralizáltság mértékét vizsgálva 4 csoport keletkezik:
|                                 | Magas szintű formalizáltság                                                | Alacsony szintű formalizáltság                           |
| Magas szintű centralizáltság    | Szerepkultúra – a hatalom gyakorlója egy hierarchia tetején helyezkedik el | Hatalomkultúra – a hatalom gyakorlója a középpontban áll |
| Alacsony szintű centralizáltság | Feladatkultúra – a hatalom az ideiglenes csoporthoz tartozik               | Személykultúra – a hatalom az egyes személyekhez kötődik |

Egy másik megközelítés a szervezeti kultúrák elemzése kapcsán a nemzetkarakterológián keresztül vizsgálódott- eszerint a nemzetek jellemző tulajdonságai a vállalat dolgozóin is lecsapódnak. G. Hofstedte négy dimenziót vizsgálva elemezte az üzleti viselkedés és a nemzeti kultúrák összefüggését:
- Hatalmi távolság (hatalom egyenlőtlen elosztását milyen mértékben fogadják el)
- Bizonytalanságtűrés
- Individualista/kollektivista jelleg
- ”Férfi/női” jelleg

A legújabb vélekedések a belső és külső tényezők egymásra hatásának prioritását hirdetik. Ez az irányzat a vállalatot átszövő szervezeti kapcsolatokból, komplikált érdekfolyamatokból indul ki és jellemzi a szervezeti kultúrát. A kialakult kultúrát nem tartja nemzeti vagy elméleti modellből levezethetőnek, sokkal inkább egy egyedi dolognak, ami csak az adott szervezetre jellemző. Ez megközelítés a szervezeti kultúrát 4 szintre osztja, az egészen közvetlenül érzékelhetőtől az informális, általában hivatalosan tagadott értékekig: 
- Érzékelhető, kulturális tartalommal bíró tárgyi elemek
- Viselkedési minták, szabályok, normák
- Általánosan elfogadott értékek
- Közös feltételezések

Egy szervezet kultúráját ugyanakkor nem csak irracionális tényezők tudják alakítani. A vezetés által kidolgozott modelleknek ugyanúgy lehet inspiráló hatása a vállalati kultúra kialakulásakor, bár ezeket az elméleti formulákat nem célszerű bármi áron ráerőltetni a munkavállalókra. Ha tipikus kultúrákat akarunk felvázolni meg kell említeni a hagyományos (bürokratikus, merev) és a korszerű (rugalmas, adaptív) kultúrákat. Ez utóbbi az 1990-es évek nehezen átlátható és gyorsan fejlődő környezetében született meg és vette át egyre inkább a hagyományos kultúra szerepét.

## Lásd még
Project
Organizational culture
Charles Handy
Projektmenedzsment